# Josef Emanuel Hibsch
Josef Emanuel Hibsch (26. března 1852, Homole u Panny – 4. listopadu 1940, Vídeň) byl geolog a jeden z nejvýznamnějších evropských vulkanologů specializující se zejména na oblast Českého středohoří, které kompletně zmapoval. Působil jako profesor na Zemědělské akademii (Königlich Böhmischen Landwirtschaftlichen Akademie) v severočeském Děčíně. Zasadil se o záchranu geologicky unikátních lokalit, jako jsou Panská skála, Vrkoč či Komorní hůrka, které jsou chráněné jako národní přírodní památky.

## Fotogalerie z Hibschova rodiště

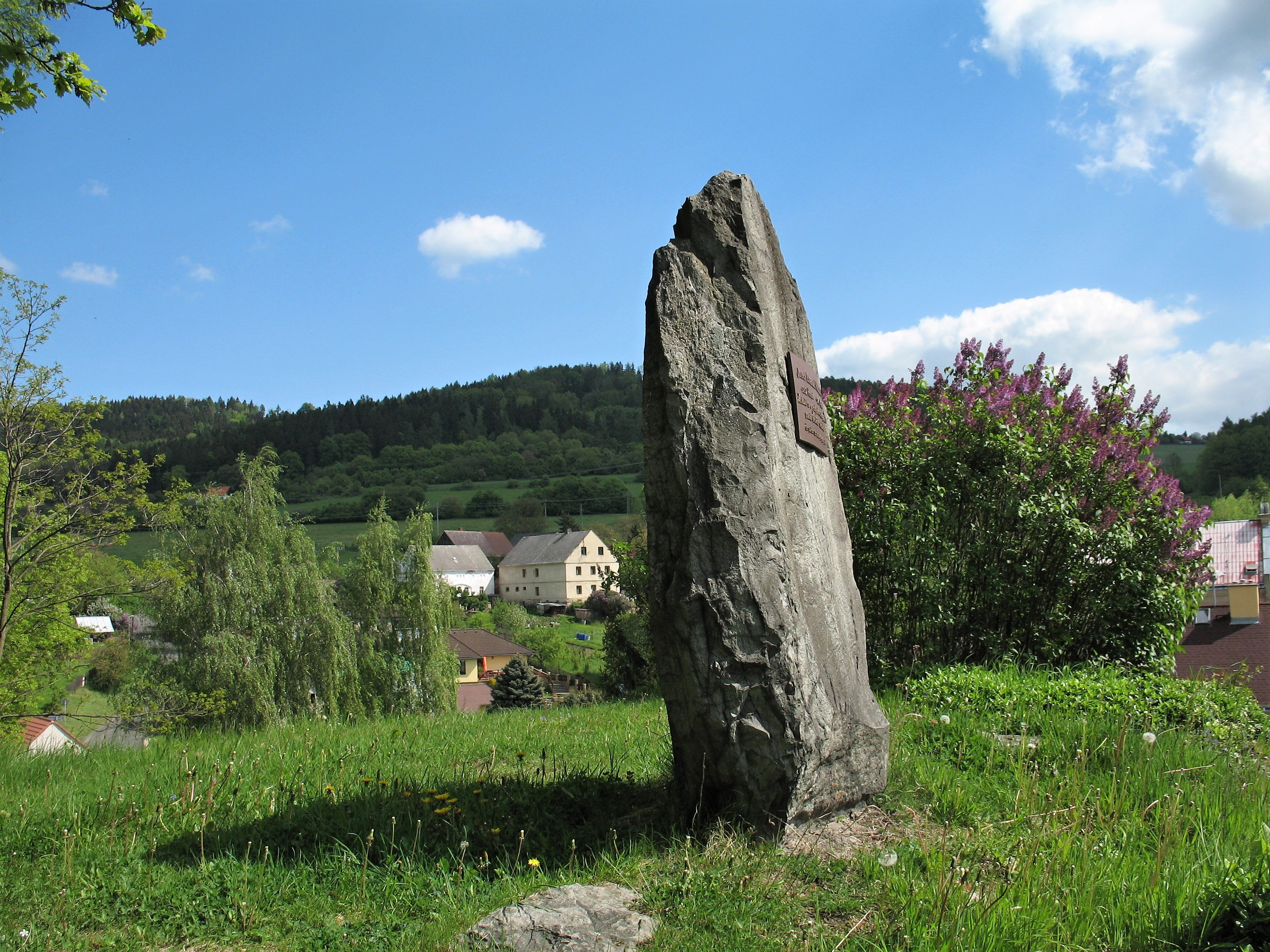
Kámen s pamětní deskou v Homoli
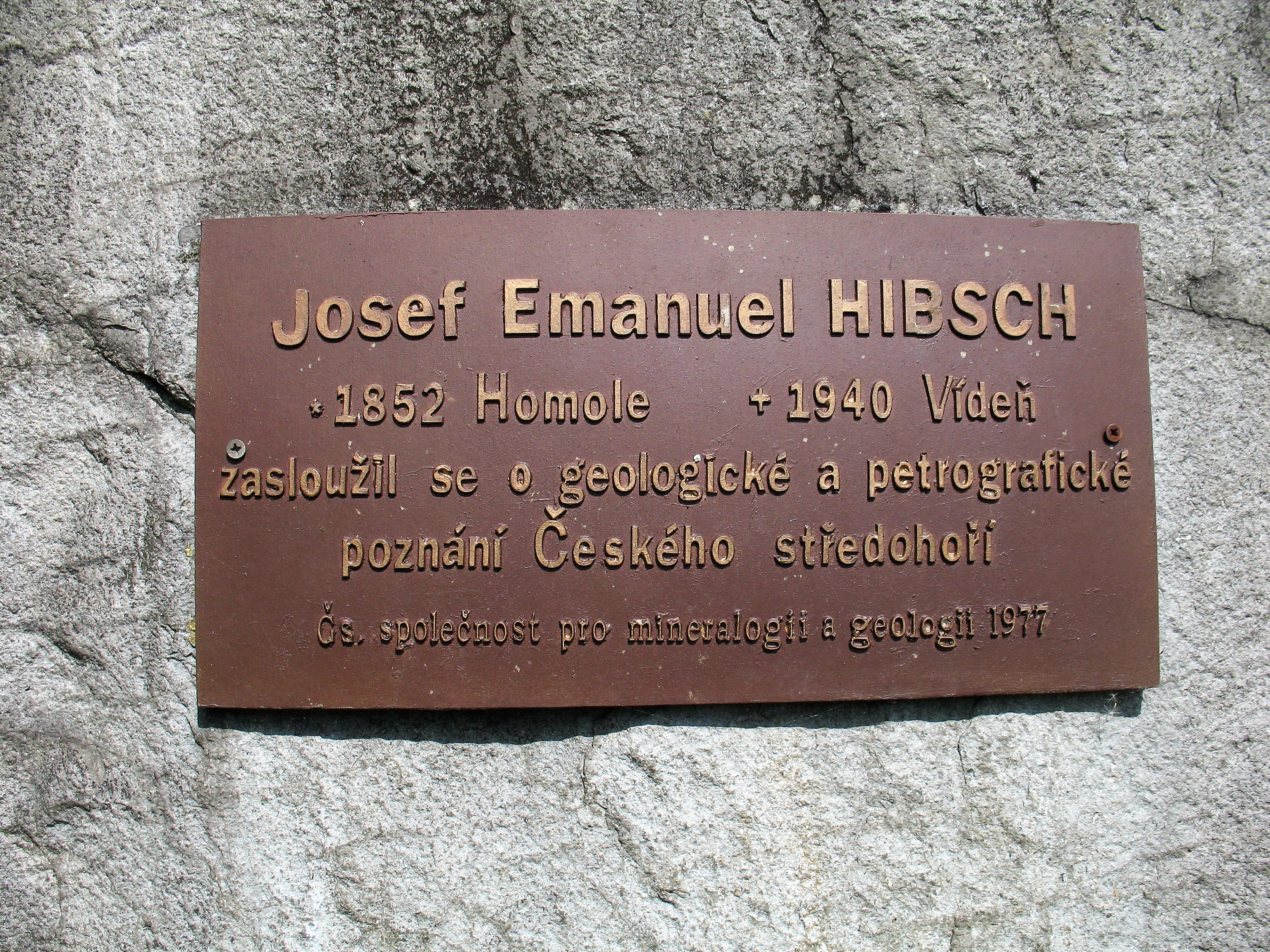
Pamětní deska poblíž místní školy a kostela
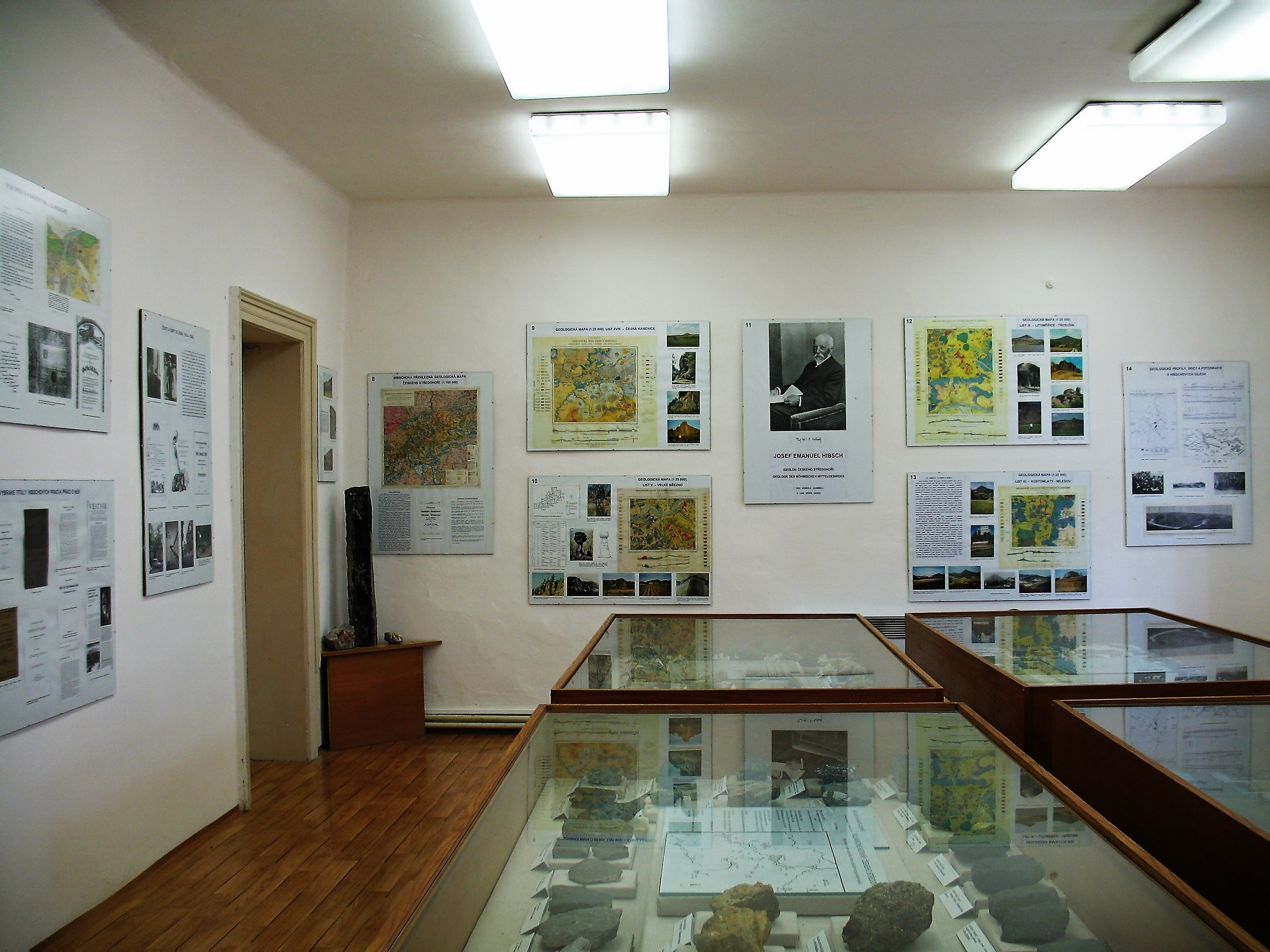
Mineralogické muzeum v Homoli u Panny
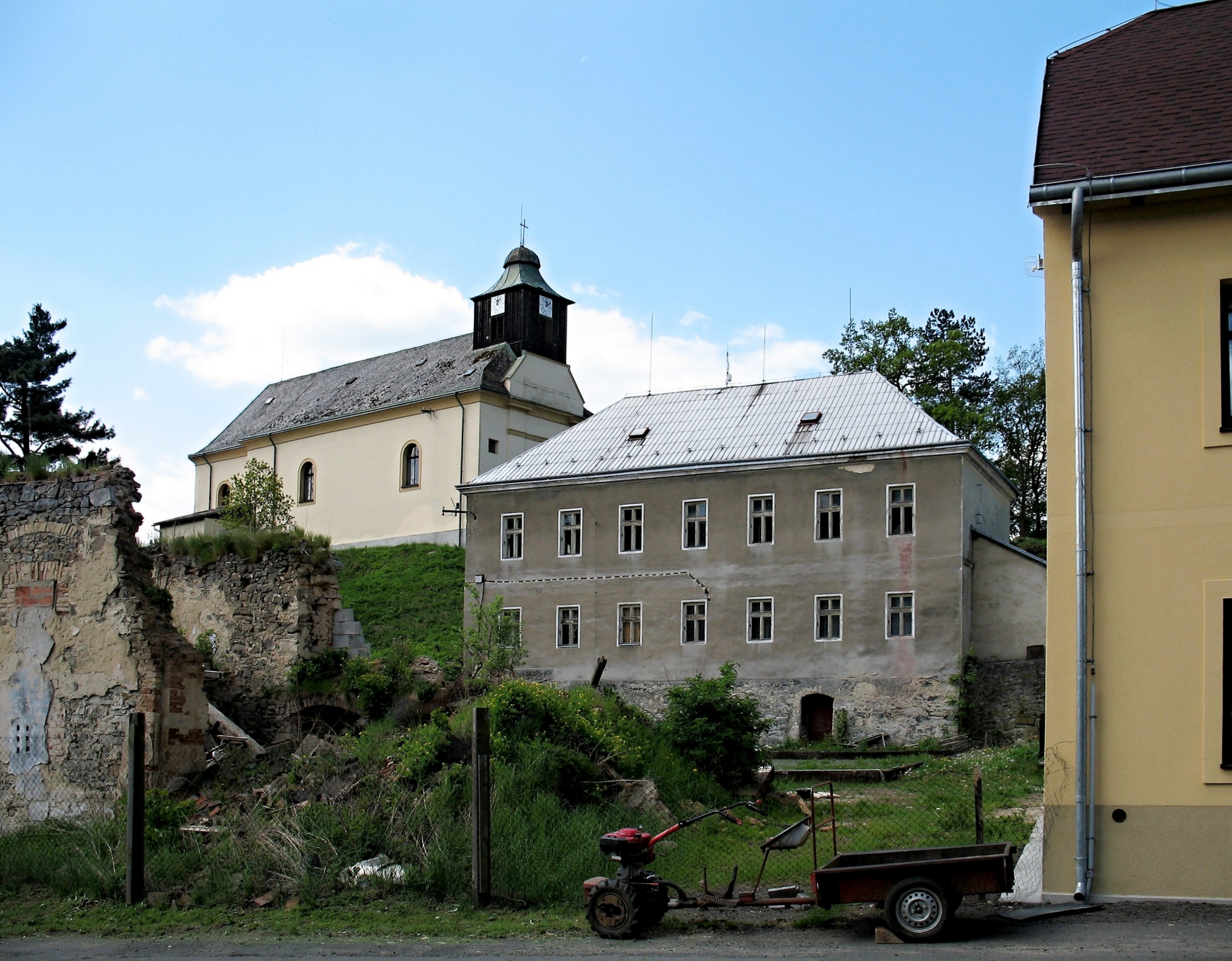
Škola a kostel v Hibschově rodišti

## Odkazy

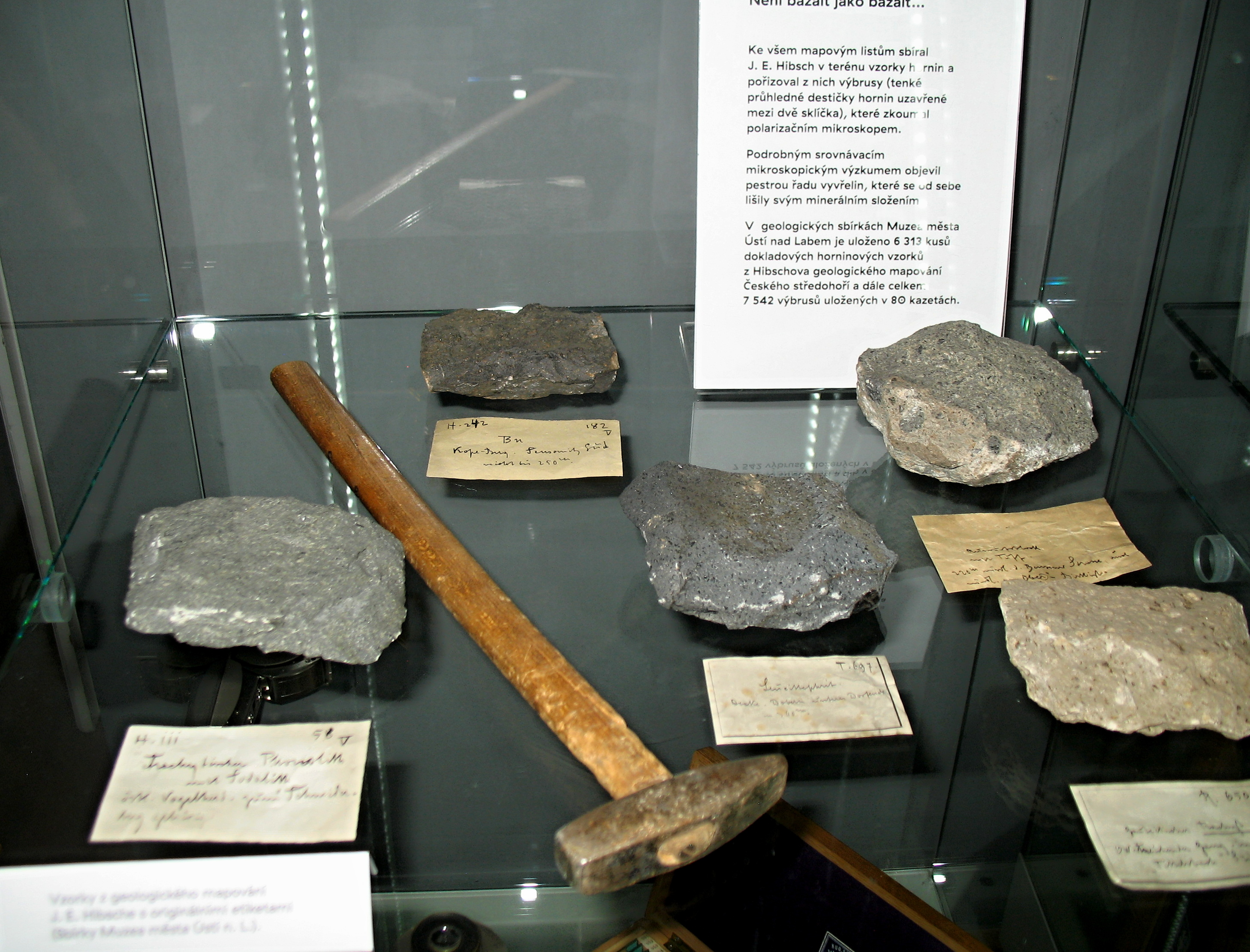
Kladívko, poznámky a vzorky hornin J. E. Hibsche na výstavě "Minerály Českého středohoří" v Muzeu města Ústí nad Labem (2017/2018)